# Бухта Лазарева
Бухта Лазарева — прямоугольный залив 28 км в длину и 24 км в ширину, между островом Земля Александра I и островом Ротшильда. Бухта ограничена с юга шельфовым ледником, соединяющим два острова.
Северное побережье Земли Александра I впервые было открыто русской экспедицией Фаддея Фаддеевича Беллинсгаузена и Михаила Петровича Лазарева в 1821 году.
Бухта была сфотографирована с воздуха, антарктической научной экспедицией Финна Ронне в 1947—1948 годах. Также сфотографирована Британской антарктической службой в 1960 году.
Названа британским комитетом по антарктическим названиям (UK-APC) в честь лейтенанта М. П. Лазарева, командира шлюпа Мирный.